# Városháza (Balassagyarmat)
A balassagyarmati városháza eklektikus stílusban épült, és a város főterén áll. Helyet ad a városi polgármesteri hivatalnak és pár városi és járási intézménynek.

## Története
Balassagyarmat városatyái a 20. század elején egy tervpályázatot írtak ki az új városháza megépítésére, mert korábban a városháza a mai posta épületében kapott helyet. Erre a célra megvették a Magyar Királyi Szállót és a környékén lévő telkeket. A pályázat nyertese Wälder Gyula historizáló stílusú városháza lett, de az 1913. augusztusi ülés már azt taglalja, hogy nincs remény egy új épület felépítésére, anélkül, hogy az építési költség tovább terhelje az adózó polgárokat. Ezért áttértek az új épület építéséről a Magyar Király Szálló átépítésére. A szálló átalakítását egyedüli ajánlattevőként Magos (Munk) Dezsőre bízták. Az ekkor még nagyközség rangú Balassagyarmat az év végén 180 000 korona kölcsönt vett fel a helyi bankoktól, melyből 103 500 koronát a városháza építésére költöttek. 1914 májusában helyi asztalosokat bíztak meg a városháza bútorainak elkészítésében 5 000 korona összegben. Végül 1915. március 24-re elkészült a városházává átalakított Magyar Királyi Szálló. A sikeres átalakításért az elöljáróság jegyzőkönyvileg köszönetét fejezi ki Munk Dezső építőmester vállalkozónak és Schenk Béla főmérnök építési ellenőrnek.
A Magyar Királyi Szálló átalakítása óta 2006-ban újították fel a városházát. Az eddig halványpiros épület halványzöld színt kapott, a homlokzatra pedig fölkerült a város 2005-ben kapott címe, a Civitas Fortissima.

### Érdekesség
I. Ferenc József 1894-es látogatása során a kíséretét a Magyar Királyi Szállóban szállásolták el, míg a király a Vármegyeházán lakott.

## Külső hivatkozások
- Balassagyarmat Városháza a Facebookon